# ویلیام بوریج
ویلیام بوریج (انگلیسی: William Beveridge؛ ۵ مارس ۱۸۷۹ – ۱۶ مارس ۱۹۶۳) یک اقتصاددان، سیاست‌مدار، و آماردان لیبرال اهل انگلستان بود که بخاطر نگارش گزارش بوریج شناخته می‌شود.
در یک خانواده ی مرفه از طبقه متوسط رو به بالا به دنیا آمد. پدرش یک قاضی عالی رتبه بود که برای ادارات مستعمراتی بریتانیا در هندوستان کار می‌کرد. بوریج خود گفته است که وجدان اجتماعی و علاقه وافری که به موضوعات اجتماعی داشت باعث شد که جایگاه خود را به عنوان یک صاحب نظر موضوعات اجتماعی به ویژه فقر و بیکاری مطرح کند.
بوریج تا زمان مرگ خود نقش‌های زیادی از جمله مددکار اجتماعی، روزنامه نگار، کارمند دولتی عالی رتبه، متخصص برجسته در زمینه بیکاری و بیمه اجتماعی، مدیر مدرسه اقتصادی لندن، نماینده مجلس و رئیس دانشگاه آکسفورد را تجربه کرد.